# 王新春
王新春（1963年8月—），山东桓台人，汉族，中国共产党党员。中华人民共和国政治人物、第十三届全国人民代表大会山东地区代表、中国铁路济南局集团有限公司总经理。
2018年2月24日，当选为第十三届全国人大代表。